# Maximilien Brisson
Maximilien Brisson est un tromboniste et chef d'orchestre québécois, spécialiste des trombones historiques. Après des études en trombone moderne, il se spécialise en musique ancienne à l'Université de Montréal, à l'Université McGill, au Conservatoire Royal de La Haye et à la Schola Cantorum Basiliensis auprès de Catherine Motuz et de Charles Toet. Il se produit avec certains des plus importants ensembles de musique ancienne, dont le Freiburger Barockorchester, l'Akademie für Alte Musik Berlin, Collegium Vocale Gent, le Toronto Consort. Il est membre d'I Fedeli et de ¡Sacabuche! et membre fondateur de canticum trombonorum et du Consort laurentien, ensemble avec lequel il est finaliste de la York Early Music International Young Artists Competition en 2019.
Comme chef, il fonde en 2013 les Concerts de la Métropole, et attire rapidement l'éloge de la critique. Il est directeur artistique du Viadana Collective, ensemble suisse-canadien fondé en 2021 qui regroupe plusieurs personnalités de la musique ancienne, dont le cornettiste Bruce Dickey, la soprano Suzie LeBlanc, le ténor Charles Daniels et la tromboniste Catherine Motuz.
Il enseigne le trombone baroque à la Hochschule für Künste Bremen.